# 秋山賢三
秋山 賢三（あきやま けんぞう、1940年10月9日 - ）は日本の元裁判官、弁護士。東京大学法学部卒。冤罪問題の研究者として知られる。

## 経歴
- 1940年 香川県に生まれる。
- 1959年 東京大学入学。
- 1964年 司法試験に合格。
- 1965年 司法研修所にて司法修習を受ける。この頃、青年法律家協会に入会。
- 1967年 司法修習を修了し裁判官任官。横浜地方裁判所に配属。
- 1978年 徳島地方裁判所へ異動。
- 1980年 徳島ラジオ商殺し事件における再審開始の決定に関与。
- 1991年 裁判官を退官、弁護士登録。
- 1994年 袴田事件の弁護団に加わる。
- 2009年4月14日、防衛医科大教授痴漢事件の弁護団一員として最高裁判所で逆転無罪判決を得る。
物証が無いにも拘らず、一審・東京地裁、二審・東京高裁では有期懲役判決、最高裁でも田原睦夫裁判長と堀籠幸男裁判官の2つの反対意見があったが、最終的に5人中3人の多数意見で痴漢冤罪の判決を得た。

## 人物
本人が「下級審で死刑の判決を下された被告人が最高裁判所の審理で無罪となった松川事件に感銘を受け、裁判官に憧れるようになった」と述べているとおり、誤判・冤罪の防止を信念として抱いており、弁護士を始めてからは刑事の分野で多くの否認事件の弁護に携わっている。また、裁判官であった時代から、「疑わしきは被告人の利益に」の原則を忠実に守るように努めてきたと自負している。実際に、徳島ラジオ商殺し事件に関して被告人の遺族からの再審の請求を認め、雪冤の一端を担った。しかしその結果、刑事事件の担当から外されたとのちに証言している。秋山によると、裁判所は縦社会であり、左遷を恐れるために最高裁で確定した判決を再審で否定する裁判官は少ないという。
特に痴漢冤罪の問題に詳しく、裁判官は痴漢の事件で被害者の証言を盲信すべきではないと戒めている。そして、「数万円の罰金刑が相場の軽犯罪で、あえて被告人が長期間の勾留を覚悟して無罪を主張するということは、それだけで冤罪を疑わねばならない事由になる。それにもかかわらず、日本の裁判官は、このような人々を、罪を犯しておきながら反省の色がない悪質な加害者と決め付け、実刑判決を下すことさえある」という旨を述べている。
なお、独特な主張として「痴漢冤罪は、濡れ衣を着せられた男性の妻にも過度の精神的な負担を与えるので、女性保護の観点からも早急な解消の必要性が裏付けられる」と論じていることが挙げられる。

## 著書
- 『裁判官はなぜ誤るのか』（岩波書店、2002年）
- 『痴漢冤罪の弁護』（現代人文社、2004年）

### 共著
- 『続・痴漢冤罪の弁護』 秋山賢三・荒木伸怡・庭山英雄・生駒巌・佐藤善博・今村核 （現代人文社、2009年）